# Цхвитария, Ника Владимировна
Ни́ка Цхвита́рия (Амели́шко) — российская артистка балета. Выпускница Академии русского балета имени А. Я. Вагановой. Начала свою карьеру в театре Станиславского и Немировича-Данченко. Танцевала в Мариинском театре (2016—2018) и затем стала примой Самарского театра оперы и балета (2018—2019).
Freelance артистка с 2019 года. Основательница Freed Ballet. Ведущая балерина Freedballet.

## Биография
Родилась в семье с несколькими детьми, где мать была домохозяйкой и художником, а отец занимался предпринимательской деятельностью. В раннем детстве начала заниматься художественной гимнастикой. В 2006 году поступила в Академию русского балета имени А. Я. Вагановой. Выпускалась у профессора Людмилы Валентиновны Ковалёвой.
В период с 2013 по 2014 год была стипендиатом Фонда Галины Улановой. В 2014 году танцевала принцессу Флорину в балете «Спящая красавица» совместно с труппой Мариинского театра. Участвовала в выпускных концертах Академии имени Вагановой.
Окончила обучаться в Академии имени Вагановой в 2015 году.
В 2015—2016 гг работала в театре Станиславского и Немировича-Данченко. Её отмечал Евгений Маликов/
В 2016—2018 работала в Мариинском театре. Танцевала сольные и ведущие партии в балетах: «Анна Каренина», «Щелкунчик», «Сон в летнюю ночь», «Бахчисарайский фонтан», «Драгоценности».
В 2018 году танцевала в балете F 63.9 по трагедии Марины Цветаевой «Федра».
В 2019 году начала карьеру как свободная артистка. Танцевала на концертах в Греции, Испания, Колумбии, Аргентина, Словакии. Участвовала в международных проектах, таких как турне с Royal Moscow Ballet, гала-концерты «Звёзды балета XXI века». В Боготе, Колумбия в 2020 году она исполнила двойную роль Одетты/Одилии в «Лебедином озере».
С мужем Виталием Амелишко и композитором Джексоном Мулланом создала неоклассический балет на Бали, куда переехала жить с марта 2020 года.
Основала компанию Freed Ballet в 2021 году вместе с мужем

## Творчество

### Репертуар в театре имени Станиславского и Немировича-Данченко
2015—2016
- «Маленькая смерть. Шесть танцев» хореография Иржи Килиана;
- «Дон Кихот» (вариация вставного номера, повелительница дриад), хореография Георгия Чичинадзе;
- «Коппелия» (подруги Сванильды), хореография Ролана Пети;
- «Анна Каренина» (Княжна Сорокина), хореография Кристиана Шпука;
- «Рапсодия» (шесть пар), хореография Фредерика Эштона;
- «Лебединое озеро» (невесты принца), хореография Владимира Бурмейстера;
- «Жизель» (подруга), хореография Жана Коралли, Жюля Перро и Мариуса Петипа;
- «Баядерка» (Гран Па), хореография Натальи Макаровой.

### Репертуар в Мариинском театре
2016—2018
- «Жизель» (Зюльма, Мона); хореография Жана Коралли, Жюля Перро и Мариуса Петипа;
- «Спящая красавица» (Принцесса Флорина); хореография Мариуса Петипа, переработанная версия Константина Сергеева;;
- «Баядерка» (Гран Па); хореография Мариуса Петипа, переработанная Вахтангом Чабукиани и Владимиром Пономаревым;
- «Пробуждение Флоры» (нимфы); хореография Мариуса Петипа, реконструкция постановки 1894 года, постановка Сергея Вихарева;
- «Лебединое озеро» (лебеди, невесты принца); хореография Мариуса Петипа и Льва Иванова, переработанная версия Константина Сергеева;
- «Раймонда» (Клеманс); хореография Мариуса Петипа, переработанная версия Константина Сергеева;
- «Дон Кихот» (Уличная танцовщица); хореография Александра Горского;
- «Сон в летнюю ночь» (Елена) хореография Джорджа Баланчина
- «Драгоценности» (Изумруды) хореография Джорджа Баланчина
- «Симфония до мажор» (III. Allegro vivace, IV. Allegro vivace) хореография Джорджа Баланчина
- «Бахчисарайский фонтан» (Мария); хореография Ростислава Захарова;
- «Сильвия» (Церера); хореография Фредерика Эштона;
- «Щелкунчик» (Маша, Вальс снежинок); хореография Василия Вайнонена;
- «Кармен-сюита» (Судьба); хореография Альберто Алонсо;
- «Щелкунчик» (Королева снежинок); постановка Михаила Шемякина и хореография Кирилла Симонова;
- «Конек-Горбунок» (Кобылица, Царевна Морская)
- «Золушка» (Учительница танцев)
- «Анна Каренина» (Княжна Бетси Тверская); хореография Алексея Ратманского.

### Репертуар в Самарском академическом театре оперы и балета
С 2018 года — ведущая балерина:
- «Лебединое озеро» — Одетта, Одиллия, хореографическая версия Юрия Бурлаки.

### Большой драматический театр имени Г. А. Товстоногова
- «Федра — F 69.3.», Федра, хореография Алексея Кононова.

### Александринский театр
- «Лебединое озеро» — Одетта, Одиллия.
- «Корсар» — па-де-де Медора; Гульнара; постановка Петра Гусева по композиции и хореографии Мариуса Петипа.
- «Спящая красавица», па-де-де-Принцесса Аврора; Фея Сирени; хореография Мариуса Петипа, переработанная версия Константина Сергеева.